# Wah Companion
La Wah Companion è un gruppo musicale rock di Torino, nato nel 1999.

## Storia
Il gruppo nasce da un'idea dell'ex chitarrista degli Africa Unite Ruggero "Ru" Catania.

## Formazione
- Ruggero "Ru" Catania - voce, chitarra
- Kasko - batteria
- Balistica - chitarra
- Mago Medina - basso

## Discografia
- 2001 - Anomalie Domestiche (Now)
- 2007 - Quasi tutto liscio (LadyLovely).